# Kongeligt ægteskab
Et kongeligt ægteskab eller et dynastisk ægteskab er et ægteskab, hvor begge parter er af fyrstelig afstamning, dvs. at begge ægtefæller er født ind i regerende, afsatte eller mediatiserede fyrstehuse. 
Der er dog enkelte tilfælde, hvor et medlem af en morganatisk slægt har fået lov til at indgå et dynastisk ægteskab.

## Huslove
I den feudale tid blev reglerne for kongelige ægteskaber oftest reguleret af fyrstehusene selv i deres huslove, men i 1800-tallet blev tendensen, at landenes regeringer og folkevalgte parlamenter kom til at bestemme reglerne for dynastisk ægteskab.
I de afsatte og mediatiserede fyrstehuse er fortsat de private huslove, der gælder. Her er det slægtens overhoved, der administrerer reglerne. 

## Rettigheder
Indtil slutningen af 1900-tallet var det kun børn, der var fødte i dynastiske ægteskaber, der kunne indgå i arvefølgerne til tronerne på det europæiske fastland. Dengang blev fyrstelige titler (som fx prins eller prinsesse) nedarvet gennem dynastiske ægteskaber.

## Morganatiske ægteskaber
I et morganatisk ægteskab er den fyrstelige ægtefælle fortsat medlem af det fyrstelige hus. Dette betyder, at han eller hun beholder sin status som en fyrstelig person og sin eventuelle (personlige) arveret. Den ikke-dynastiske ægtefælle er fortsat borgerlig eller lavadelig. Denne ægtefælle får ofte tildelt en adelig (dvs. en ikke–dynastisk) titel, som nogle gange kan arves af parrets børn (evt. kun af den ældste søn).
Børn, der er fødte i morganatiske ægteskaber, har ikke arveret til tronen. Børnene arver en evt. titel fra den af forældrene, der ikke har en dynastisk titel.
I nogle tilfælde har medlemmer af morganatiske slægter giftet sig kongeligt. Dette gælder fx for Mary af Teck (britisk dronning i 1910–1936) og for Louise Mountbatten (svensk dronning i 1950–1962 ).

### Sophie Chotek
Et eksempel på et morganatisk forhold er det ægteskab, som den østrig-ungarske tronfølger ærkehertug Franz Ferdinand (1863–1914) i år 1900 indgik med med grevinde Sophie Chotek (1868–1914).
Franz Ferdinand beholdt sin arveret og sine titler, men hans gemalinde og deres børn fik hverken kongelige eller kejserlige rettigheder.
Franz Ferdinand ville være blevet kejser, hvis han havde overlevet kejser Franz Joseph 1. af Østrig-Ungarn (1830–1916).
Sophie Chotek grundlagde Hertughuset Hohenberg. I år 1900 fik hun tildelt titlen fyrstinde af Hohenberg. I 1909 udnævnte kejseren hende til hendes højhed hertuginden af Hohenberg.
Sophie Chotek var gemalinde til ærkehertug Franz Ferdinand, men hun kunne aldrig blive ærkehertuginde, dronning eller kejserinde. Hvis Franz Ferdinand var blevet konge og kejser, så måtte hertuginde Sophie stadig nøjes med at være gemalinde (og ikke–dynastisk hertuginde). 
Sophie Choteks og Franz Ferdinands børn var (ikke–dynastiske) adelsprinser og adelsprinsesser af Hohenberg. Den ældste søn blev hertug af Hohenberg. Børnene havde ikke arveret til tronen, og de kunne ikke blive østrigske ærkehertuger og ærkehertuginder.

### Anerkendelse
Der er flere gange sket, at et ægteskab, der oprindeligt var morganatisk, senere er blevet anerkendt som et dynastisk ægteskab.
Et eksempel på dette er fra 1949, da den bayerske tronprætendent kronprins Rupprecht anerkendte sin søns og svigerdatters ægteskab som dynastisk.
Sønnen arveprins Albrecht af Bayern og grevinde Maria Drašković von Trakošćan havde indgået et morganatisk ægteskab i 1930. 
Anerkendelsen betød, at Albrechts og Marias sønner indtrådte i den bayerske arvefølge, og at deres ældste søn Franz (født 1933) blev tronprætendent i 1996.

## Ikke-jævnbyrdige ægteskaber
Et ikke-jævnbyrdigt ægteskab er ægteskab, hvor den fyrsteligt fødte ægtefælde udtræder af fyrstehuset. Dette betyder, at han eller hun frasiger sig sine fyrstelige titler og giver afkald på arveretten for sig selv og sine eventuelt kommende børn. 

### Titler
Nogle gange tildeles ikke-jævnbyrdige ægtepar adelige (dvs. ikke–dynastiske) titler. Der kan være tale om personlige eller arvelige titler. 
I 1937 blev den tidligere konge Edward 8. af Storbritannien og hans hustru (Wallis Simpson) tildelt ikke–dynastiske titler som hertug og hertuginde af Windsor.
Hvis ægteparret ikke har eller får en adelig titel, så er de borgerlige, dvs. at de kan kalde sig hr. og fru.

### Bernadotte, greve af Wisborg
I 1888 giftede den svensk-norske kongesøn Oscar Bernadotte (1859–1953) sig med den adelige hoffrøken Ebba Munck af Fulkila.
Han måtte udtræde af kongehuset og give afkald på sine titler som prins af Sverige og Norge samt som hertug af Gotland. Han måtte også afstå sin arvet til de svenske og norske troner.
I stedet fik Oscar Bernadotte og Ebba Munck personlige (ikke-arvelige) titler som prins og prinsesse Bernadotte.
I 1892 tildelte Oscar Bernadottes morbror storhertug Adolf 1. af Luxembourg parret arvelige (ikke–dynastiske) luxembourgske titler som greve og grevinde af Wisborg.
I 1937 giftede Carl Bernadotte (1911–2003), der var brorsøn til  Oscar Bernadotte, sig med grevinde Elsa von Rosen (1901–1991).  Han måtte udtræde af kongehuset og give afkald på sine titler som prins af Sverige og Norge samt som hertug af Östergötland. Han måtte også afstå sin arvet til den svenske og trone. 
Carls svoger kong Leopold 3. af Belgien tildelte Carl Bernadotte og Elsa von Rosen personlige (ikke-arvelige) belgiske adelstitler som prins Carl Bernadotte og prinsesse Elsa Bernadotte . Deres datter (Madeleine (født 1938) blev ikke prinsesse. Så længe, at hun var ugift, var hun belgisk grevinde.
I 1932, 1934, og 1946 giftede tre af kong Gustav 5. af Sveriges sønnesønner sig med borgerlige kvinder. Det var Lennart (hertug af Småland), Sigvard (hertug af Uppland) og Carl Johan (hertug af Dalarna).
De udtrådte af kongehuset, mistede deres arveret samt deres titler som prinser og hertuger. I stedet bestemte regeringen, at de fremover skulle bruge de borgerlige titler hr. Bernadotte, mens deres hustruer skulle tituleres fru Bernadotte.
I 1951 tildelte deres slægtning storhertuginde Charlotte af Luxembourg dem arvelige (ikke–dynastiske) luxembourgske titler som grever og grevinder af Wisborg.

## Norge og Storbritannien
I 1821 blev det bestemt, at den norske adel skulle afskaffes. Derefter er kongen og kronprinsen samt deres gemalinder og børn de eneste nordmænd, der har ikke-borgerlige titler. Kong Harald 5. af Norges søstre og deres efterkommere har aldrig haft arveret til den norske trone. 
Fra 1990 har alle kong Haralds mandlige og kvindelige efterkommere arveret til tronen. De sidste i arvefølgen er kongens datterdøtre (prinsesse Märtha Louise af Norges tre døtre). De har ingen fyrstelige titler.
I reglerne om den britisk tronfølge har der aldrig været noget krav om dynastiske ægteskaber. Dvs. at arveretten ikke forsvinder ved morganatiske eller ikke-jævnbyrdige ægteskaber. Siden 1772 har kongen (eller den regerende dronning) dog haft mulighed for at nedlægge veto mod visse ægteskaber. Derimod mistede katolikkerne (med ægtefæller) deres arveret i 1701. Tronen kan dog stadig nedarves gennem katolikker.
Elizabeth 2. af Storbritanniens datter Prinsesse Anne af Storbritannien var gift med den borgerlige Mark Phillips. Deres børn (Peter Phillips og Zara Tindall) har arveret til tronen, men de har ingen kongelige eller adelige titler. Tilsvarende er der andre arvinger til den britiske trone, der også har status som borgerlige.
| Jura | Spire Denne juraartikel er en spire som bør udbygges. Du er velkommen til at hjælpe Wikipedia ved at udvide den. |